# Jusqu'au déclin
Jusqu'au déclin ou The Decline (Brasil: O Declínio ) é um filme de ação e suspense canadense de 2020, dirigido por Patrice Laliberté em sua estreia como diretor de cinema e lançado em 2020. O primeiro filme de Quebec a ser produzido como um filme original da Netflix, o filme é estrelado por Guillaume Laurin como Antoine, um homem de Montreal que se junta a um programa de treinamento de sobrevivencialismo na zona rural de Nord-du-Québec liderado por um sobrevivencialista experiente de meia-idade, Alain (Réal Bossé), depois de se convencer que um desastre natural é iminente.  Enquanto os participantes a princípio se relacionam com o aparentemente carismático e paternal Alain, depois de uma morte acidental no treinamento, os participantes ficam amargamente divididos, desencadeando um confronto tenso.
O elenco do filme também inclui Marc-André Grondin, Isabelle Giroux, Marilyn Castonguay, Marc Beaupré, Marie-Évelyne Lessard e Guillaume Cyr.
O filme teve sua estreia no cinema no Rendez-vous Québec Cinéma em fevereiro de 2020, com sua estreia na Netflix marcada para o final do ano. Posteriormente, foi disponibilizado como original na Netflix, com faixas de áudio dubladas em 32 idiomas; para a versão em inglês, todo o elenco original dublou seu próprio diálogo para garantir que o sotaque inglês do francófono quebequense fosse representado com precisão. O ator americano John DeMita é o diretor de voz da dublagem inglesa.

## Sinopse
Um jovem chamado Antoine, sua parceira, e sua filha estão praticando uma evacuação de emergência de sua casa, pegando um "saco plástico" com equipamentos e cronometrando seus esforços. No dia seguinte, a família assiste a um vídeo de treinamento de sobrevivencialismo sobre preservação de alimentos feito por Alain, um carismático entusiasta do sobrevivencialismo de meia-idade. Depois de receber um convite para visitar a cabana de Alain para uma sessão de treinamento de vários dias, Antoine dirige sozinho por uma paisagem de neve até o acampamento isolado, onde encontra Alain. Alain construiu um acampamento autossuficiente, com cabana, estufa, galinheiros, painéis solares e baterias. Outros entusiastas do sobrevivencialismo chegam ao acampamento, incluindo Rachel (uma ex-oficial militar), Sebastien (um entusiasta da caça), Anna, François e David, um tipo paramilitar.
Alain treina os alunos em exercícios de revólver e rifle, caça com armadilha e vestir pequenos animais no campo e plantar na estufa. Os alunos comem na cabana de Alain e dormem em uma grande tenda. Durante a refeição da noite, Alain conta aos alunos sobre suas filosofias de sobrevivência. Ele diz a eles que, apesar da visão geral de que os sobrevivencialistas são extremistas, ele acha que os alunos são exemplos excelentes do que um "cidadão lúcido" deve ser. Ele diz que se a sociedade entrar em colapso, ele poderá viver em seu acampamento e suprir suas próprias necessidades, e convida Antoine a pensar em estabelecer um lar no acampamento no futuro. Os alunos então aprendem a construir bombas tubo. Alain diz a eles que, em caso de colapso social, se um grande número de "migrantes com facões" tentar vir para o campo, os rifles por si só podem não ser uma defesa suficiente. Depois de testar uma bomba, os alunos empacotam o equipamento. François é encarregado de carregar uma caixa de bombas de volta para o acampamento, que acidentalmente explode, matando-o.
A maioria dos alunos quer chamar a polícia e relatar o acidente, mas Alain e David se recusam, dizendo que todos serão acusados de terrorismo doméstico ou homicídio, e Alain perderá seu campo de sobrevivência. Alain encerra a reunião e sugere que eles decidam o que fazer pela manhã. Os alunos concordam e vão para a cama. De dentro da tenda, os alunos notam uma luz brilhante repentina. Eles saem para investigar. Eles vêem Alain queimando o corpo de François com gasolina. A maioria dos alunos tenta sair do acampamento. Na briga, Alain atira em Anna, ferindo-a. Enquanto ele trata seu ferimento e a amarra, os alunos (além de David) correm para a floresta. Sebastien é logo morto em uma armadilha de laço. Antoine e Rachel fogem para o mato, onde eles encontram um backup de armas e alimentos preparados por Alain. No dia seguinte, a dupla consegue voltar ao carro de Antoine, mas David os embosca com um rifle de assalto, e Antoine é morto. Rachel tem um tiroteio com David, e eventualmente o mata com golpes com a coronha de uma pistola. Ela retorna para a cabana, onde descobre que Anna, a mulher cativa, morreu em decorrência de seus ferimentos. Rachel incendeia a estufa e leva o rifle de assalto para o andar de cima para vigiar Alain.
Quando Alain chega ao estacionamento em seu snowmobile, ele encontra os corpos no estacionamento e retorna para sua cabana. Quando Alain se aproxima, ela atira nele, prendendo-o, mas ele usa granadas de fumaça para esconder seu movimento e chega à cabana. Ela o desarma quando ele entra em seu quarto, e eles têm uma brutal luta corpo a corpo. Finalmente, embora ela esteja ferida, ela o incapacita. Na cena final, enquanto o discurso anterior de Alain sobre a sobrevivência é ouvido ao fundo, Rachel carrega o Alain ferido em um trenó preso ao snowmobile e sai do acampamento.

## Prêmios e indicações
| Prêmio                 | Data da cerimônia  | Categoria                | Destinatário(s)                                                              | Resultado | Ref(s) |
| ---------------------- | ------------------ | ------------------------ | ---------------------------------------------------------------------------- | --------- | ------ |
| Canadian Screen Awards | 20 de maio de 2021 | Melhor Edição            | Arthur Tarnowski                                                             | Pendente  | [ 7 ]  |
| Prix Iris              | 6 de junho de 2021 | Melhor Ator              | Réal Bossé                                                                   | Pendente  | [ 8 ]  |
| Prix Iris              | 6 de junho de 2021 | Melhor Atriz             | Marie-Évelyne Lessard                                                        | Pendente  | [ 8 ]  |
| Prix Iris              | 6 de junho de 2021 | Melhor Edição            | Arthur Tarnowski                                                             | Pendente  | [ 8 ]  |
| Prix Iris              | 6 de junho de 2021 | Melhor Som               | Sylvain Bellemare, Bernard Gariépy Strobl, François Grenon                   | Pendente  | [ 8 ]  |
| Prix Iris              | 6 de junho de 2021 | Melhor Maquiagem         | Dominique T. Hasbani                                                         | Pendente  | [ 8 ]  |
| Prix Iris              | 6 de junho de 2021 | Melhores efeitos visuais | Sébastien Chartier, Jean-François « Jafaz » Ferland, Marie-Claude Lafontaine | Pendente  | [ 8 ]  |
| Prix Iris              | 6 de junho de 2021 | Melhor Primeiro Filme    | Patrice Laliberté                                                            | Pendente  | [ 8 ]  |
| Prix Iris              | 6 de junho de 2021 | Prêmio Público           | Patrice Laliberté, Julie Groleau                                             | Pendente  | [ 8 ]  |